# Carlos Castaño
Pour les articles homonymes, voir Castano.
Carlos Castaño Gil (né le 15 mai 1965 à Amalfi et décédé le 16 avril 2004) est un paramilitaire et narcotrafiquant colombien. Il naît à dans une riche famille conservatrice et meurt assassiné par d'autres paramilitaires. Son père est tué par des guérilleros pour avoir refusé de payer « l'impôt révolutionnaire » et pour son soutien supposé à l'Alliance américaine anticommuniste.

## Biographie

### Fondation des Autodéfenses unies de Colombie
Il est avec ses frères Fidel et Vicente le fondateur des Autodéfenses paysannes de Córdoba et d'Urabá (ACCU) pour pallier le manque de résultats de l’armée colombienne dans la lutte de contre-guérilla. Cette organisation paramilitaire était financée par de riches propriétaires terriens de la région dans l'objectif de refréner la croissance des  Forces armées révolutionnaires de Colombie (FARC) et de l'Armée populaire de libération (EPL).

### Activités
Encadré par des officiers de l'armée gouvernementale, le groupe multiplie les massacres d'ouvriers agricoles soupçonnés de sympathies pour la guérilla et s’affirme comme l'un des acteurs les plus sanglants du conflit.
Il participe également, en collaboration avec José Gonzalo Rodríguez Gacha, au massacre du mouvement politique de gauche Union patriotique et organise les assassinats de plusieurs candidats à l'élection présidentielle de 1990 : Luis Carlos Galán, dissident du Parti libéral ; Bernardo Jaramillo Ossa (en), candidat de l'Union patriotique ; et Carlos Pizarro Leongómez, de l'Alliance démocratique M-19. Les frères Castaño s'allient par la suite avec le Cartel de Cali et d'autres narcotrafiquants pour traquer et éliminer leur ancien associé Pablo Escobar.
Carlos Castaño est formé à la contre-insurrection en Israël, pays dont il explique avoir « copié son idée des forces paramilitaires ». Il aurait ensuite fait tuer son frère ainé, Fidel, qui lui disputait la direction du groupe (le fait que son corps n'ait jamais été retrouvé alimente des versions contradictoires sur sa mort, certaines le donnent tué dans un combat avec les FARC et d'autres assassiné, mais par son autre frère, Vicente).
En 1997, les ACCU construisent en collaboration avec d'autres structures paramilitaires les Autodéfenses unies de Colombie, dont Carlos Castaño prend la tête. Le journaliste Jean-François Boyer relève que Carlos Castaño « possède ses propres laboratoires de cocaïne [et] semble jouer le rôle de juge de paix (...) lorsque se présente un conflit [entre narcos] ».
Il reconnait dans un ouvrage biographique publié en 2001 entretenir des relations amicales avec le haut clergé catholique et une partie des dirigeants politiques. Il ajoute que « les Américains ont toléré » les groupes paramilitaires et avoir le soutien de l'armée nationale colombienne.
En décembre 2000, les FARC localisent, encerclent et prennent d'assaut son campement, mais il prend la fuite en hélicoptère avec Salvatore Mancuso.

### Assassinat
En 2004, la conduite à adopter sur la question de la démobilisation divise les paramilitaires. Carlos Castaño aurait donné son accord à Alvaro Uribe de permettre l'extradition vers les États-Unis de certains commandants des AUC pour trafic de drogue, ce à quoi s'opposent d'autres dirigeants du groupe, rassemblés par le Pacte de Ralito découvert dans le cadre du scandale de la parapolitique et signé, entre autres, par Salvatore Mancuso, le no 2 des paramilitaires. 
Sa disparition, en avril 2004, entraine des rumeurs sur une supposée fuite aux États-Unis ou en Israël mais qu'aucun élément crédible ne vient corroborer. Selon des témoignages de paramilitaires démobilisés, et principalement de son ex-lieutenant Jesús Roldán, il était abattu sur ordre des autres chefs des AUC. Ces derniers se seraient rassemblés le 15 avril 2004, convoqués par Carlos Mario Jiménez (es) dit « le Macaque », et auraient voté pour son exécution, prévue le lendemain. C'est son propre frère, Vicente Castaño, qui aurait ordonné sa mort. 
On lui aurait coupé les doigts, puis la main et le bras, pour obtenir de lui des indications sur l’emplacement de documents relatifs au trafic de drogue et incriminant pour certains chefs paramilitaires. Ses gardes du corps ont également été exécutés avec lui. Ses ossements ont été retrouvés dans la zone rurale de Valencia, municipalité du département de Córdoba au nord est de la Colombie, sur les indications de Jesús Roldán, qui reconnait avoir procédé à des actes de tortures sur son ancien chef avant de le tuer.